# Trenton Julian
Trenton Jeffrey Julian (Los Angeles, 9 dicembre 1998) è un nuotatore statunitense.

## Carriera
Ai Mondiali di Budapest 2022 ha vinto la medaglia d'oro nella staffetta 4x200m stile libero, assieme a Drew Kibler, Carson Foster e Kieran Smith.

## Palmarès
- Mondiali

Budapest 2022: oro nella 4x200m sl e argento nella 4x100m misti.
- Mondiali in vasca corta

Abu Dhabi 2021: oro nella 4x50m misti e nella 4x200m sl, argento nella 4x100m misti.
Melbourne 2022: oro nella 4x200m sl e nella 4x100m misti, argento nella 4x50m misti e bronzo nella 4x100m sl.
Budapest 2024: oro nella 4x100m sl e nella 4x200m sl.